# Pachymenes flavocinctus
Pachymenes flavocinctus är en stekelart som först beskrevs av Smith.  Pachymenes flavocinctus ingår i släktet Pachymenes och familjen Eumenidae. Inga underarter finns listade i Catalogue of Life.